# Midlum (Harlingen)
Midlum (Fries: Mullum) is een dorp in de gemeente Harlingen, in de Nederlandse provincie Friesland. Midlum ten noorden van de stad Harlingen aan de oude rijksweg naar Franeker. In 2023 telde het dorp 505 inwoners. Binnen het dorpsgebied liggen de buurtschappen De Blijnse en Saltryp. 

## Geschiedenis
Midlum is van oorsprong een terpdorp en is ontstaan op een kwelderwal. Hoe oud het dorp precies is is niet bekend, maar rond 1200 is al sprake van een kerk. Bij archeologisch onderzoek is veel aardewerk en bewerkte metalen gevonden uit 8e eeuw t/m 12e eeuw. Ook werden er scherven uit de IJzer- en- Bronstijd gevonden.
In 13e eeuw werd de plaats vermeld als Middelum, in 1319 als Midelum, in 1357 als Myddelum, in 1400 als Mydlim en in 1406 als Midlum. De plaatsnaam zou mogelijk duiden op de middelste woonplaats.
In de 13e eeuw stond net ten westen van Midlum op een terp de Sibadastins. Sibada was een aanzienlijke eigenerfde state en deed mee aan de rechtsomgang. Vermoedelijk aan het eind van de 18e, of begin van de 19e eeuw werd aan de noordkant van de terp een buitenverblijf gebouwd dat Middelstein werd genoemd. De buitenplaats is vóór 1919 verdwenen, want in dat jaar werd de terp afgegraven. Tegenwoordig is de plek van de stins weiland, nog geen 100 meter van het dorp Midlum vandaan. De stins stond in de buurtschap Saltryp dat een stuk oostelijker lag dan het huidige Saltryp.
De buurtschap Koningsbuurt behoorde oorspronkelijk ook tot het dorp. Deze verdween bijna geheel door de oprukkende industrie vanuit Harlingen. Naast de industrie ontstond een nieuwe arbeidersbuurt. Zowel die buurt, als het gehele industriegebied worden Koningsbuurt genoemd en liggen nu binnen de bebouwde kom van Harlingen.

## Kerk
Midden in het dorp staat op een restant van de terp de Nicolaaskerk. De kerk is gebouwd  in 1200. De kerk is in de loop der tijd veel veranderd en gerestaureerd. In 1988 is de kerk, van binnen en buiten, door A. Zijlstra, R. de Vries en A. Bosscha volledig gerenoveerd. De kerktoren is in 1999 gerestaureerd. Tegen de torenmuur staat nog een oude, goed bewaarde grafsteen met een houtzaagmolen erop.

## Boerderij
In 1963 werd een kop-hals-rompboerderij uit Midlum gesloopt, om herbouwd te worden in het Nederlands Openluchtmuseum herbouwen.

## Onderwijs
Het dorp heeft een basisschool, de Middelstein. De school is onderdeel van het kindcentrum Middelstein waarin een peuterspeelzaal/opvang zit.

## Voorzieningen, cultuur en sport
In Midlum zijn weinig voorzieningen, aangezien de meeste voorzieningen zich in Harlingen bevinden. Wel zijn er onder andere een café en dorpshuis gevestigd in het dorp. Naast de kaatsvereniging is er sinds 2009 een hondensportvereniging. Verder is er een toneelgezelschap.